# 益山貴司
益山 貴司（ますやま たかし、1982年4月11日 - ）は、日本の劇作家、演出家、俳優。劇団子供鉅人代表。
所属事務所はレプロエンタテインメント。
大阪府出身。6人兄弟の長男。同じ劇団子供鉅人に弟の益山寛司、益山U☆︎Gがいる。次男はアニメーション監督をしている益山亮司。
大阪市立工芸高校時代より演劇活動を開始し、卒業後、本格的に劇団活動を始める。
2005年、劇団子供鉅人を結成。ほぼ全作の作・演出を務める。
大阪では10年間 BARを経営し、様々なアーティストやミュージシャンなどと交流。
2014年より東京在住。 役者としての出演作に、NODAMAP『ザ・キャラクター』『南へ』『エッグ（再演）』などがある。

## 作品

### 舞台（作品）[4]

#### 子供鉅人公演
- 「組しだかれてツインテール」劇団子供鉅人 2015年5月15日 - 6月16日[5]
- 「真昼のジョージ」劇団子供鉅人 2015年8月19日 - 9月7日[6]
- 「重力の光」劇団子供鉅人 2015年12月3日 - 2016年1月19日[7]
- 「真夜中の虹」劇団子供鉅人 2016年4月28日 - 5月15日[8]
- 「幕末スープレックス」劇団子供鉅人 2016年9月17日 - 25日[9]
- 「マクベス」劇団子供鉅人  2017年2月10日 - 12日[10]
- 「チョップ、ギロチン、垂直落下」劇団子供鉅人 2017年10月17日 - 11月19日[11]
- 「人力お化け屋敷」劇団子供鉅人 2018年4月30日（SICF19出品作品[12]）
- 「ハミンンンンンング」劇団子供鉅人 2018年5月16日 - 27日[13]
- 「真夜中の虹」（再演）劇団子供鉅人 2018年7月1日 - 8月5日[14]

## 出演

### 舞台（出演）
- NODA・MAP『ザ・キャラクター』（2010年）
- NODA・MAP『南へ』（2011年）
- NODA・MAP『エッグ』（2015年）
- 焚きびび『溶けたアイスのひとしずくの中にだって踊る私はいる』（2024年）[15]

### テレビドラマ（出演）
- 連続テレビ小説 なつぞら（2019年）[16] - 福島伸之 役